# Die Rückkehr der Orks
Die Rückkehr der Orks ist ein 2007 von Michael Peinkofer im Piper Verlag verlegter Roman. Er handelt von den beiden Orkbrüdern Rammar und Balbok, die sich auf eine abenteuerliche Mission durch Peinkofers fiktive Welt Erdwelt machen und dabei allerlei Abenteuer erleben. Das Buch bildet gleichzeitig den Auftakt der fünfbändigen Buchreihe um die beiden Orkbrüder und zusammen mit den Trilogien „Die Zauberer“ und „Die Könige“ eine elfbändige Erdwelt-Serie.

## Handlung Buch I: Kasla Ur’Shakara (Die Karte von Shakara)

### Prolog
Im Prolog werden wesentliche Fakten zu Peinkofers fiktiver Welt Erdwelt genannt. Während die Elfen die Welt nach und nach in Richtung der südlichen Gestade verlassen, liefern die anderen Völker – Gnomen, Orks, Menschen und z. T. die letzten Elfen – sich blutige Kriege um das Schicksal der Welt. Erdwelt droht im Chaos zu versinken und das Erwachen einer dunklen Macht wird angekündigt.

### Kapitel 1: Iomash Namhal (Viele Feinde)
Rammar und Balbok werden von ihrem Anführer Girgas ausgesandt um die Truppenstärke der feindlich gesinnten Gnomen auszukundschaften. Als Balbok gerade dabei ist, die Gnomen zu zählen, werden sie allerdings entdeckt und verfolgt. Sie laufen zurück zu ihrem Anführer, was die Feinde auf dessen Spur bringt. Es kommt zur Schlacht, in der sich Rammar in einer Felsspalte verstecken kann.
An einem anderen Ort gibt währenddessen eine geheimnisvolle Macht den Befehl, dass die Gnomen alle Orks bis auf einen töten sollen.

### Kapitel 2: Eugash Koum (Ohne Kopf)
Als der Kampfeslärm aufhört, kommt Rammar aus seinem Versteck. Er stellt fest, dass allem Anschein nach nur er und sein Bruder Balbok – den er überraschend wiederfindet – das Gemetzel überlebt haben. Als sie Girgas Leichnam aufsuchen um dessen Kopf mitzunehmen (es ist eine orkische Sitte, den Kopf eines Gefallenen Hauptmanns bei dem Ritual des sogenannten shrouk-koum zu einem Schrumpfkopf zu verarbeiten), müssen sie feststellen, dass die Gnomen diesen mitgenommen haben. Den Orkbrüdern wird bewusst, dass es eine Schande für sie ist, ohne den Kopf Girgas' in ihr Heimatdorf zurückzukehren.
Sie kehren in ihr bolboug (ihr Heimatdorf) zurück und werden zu ihrem Häuptling Graishak gebracht. Der ist wenig erbaut, dass die Orks den Kopf ihres gefallenen Anführers nicht mitgebracht haben. Unter Androhung des Todes sendet Graishak sie aus, den Kopf Girgas' zu suchen und zu ihm zu bringen. Er stellt ihnen ein Ultimatum: Bis zum Blutmond (vierter orkischer Monat) sollen sie samt Kopf zurückgekehrt sein, und er schenke ihnen das Leben. Unter dem Spott der anderen Orks verlassen sie ihr Dorf.

### Kapitel 3: Oshda Ur’Brunirk'hai
Nach einem Streit trennt Rammar sich von seinem Bruder und geht alleine seinen Weg. Dabei tritt er jedoch in eine Falle der Gnomen. Diese wollen ihn daraufhin zu einer rark, einer orkischen Zwingburg, bringen. Doch noch ehe sie ihr Ziel erreichen, kommt Balbok wieder hinzu und es gelingt ihm, mit Beihilfe seines Bruders, den er aus den Fängen der Gnomen befreit hat, diese zu besiegen. Sie beschließen, am nächsten Tag in die alte Orkzitadelle zu gehen, weil sie dort das Versteck der Gnomen – und somit des gesuchten Kopfes – vermuten.

### Kapitel 4: Korzoul Ur’Dhruurz (Burg des Zauberers)
Die Orkbrüder dringen in die Zitadelle ein, werden dabei aber von den Gnomen überwältigt. Sie finden sich daraufhin im Kerker der Burg wieder. Dort treffen sie auf Rurak, einen alten Zauberer, der ihnen einen Handel vorschlägt. Indem sie in den nördlichen Elfentempel von Shakara eindringen und von dort eine Karte entwenden, um im Gegenzug am Leben zu bleiben und das Haupt ihres Hauptmannes zurückzubekommen. Rammar und Balbok stimmen schließlich zu.

### Kapitel 5: Ur’Torga Sgudar’Hai (Torgas Eingeweide)
Die Orks verlassen Ruraks Festung und ihre Heimat, die Modermark und gelangen zu Torgas Eingeweiden, einer felsigen und zerklüfteten Landschaft im Norden ihrer Heimat. Es beginnt zu regnen und sie suchen in einer dunklen Höhle Zuflucht. Dort werden sie von einer Riesenspinne überrascht und es kommt zu einem unerwarteten Kampf, den die beiden Orks nur knapp überleben. Glücklich darüber, die Spinne schließlich doch besiegt zu haben, beginnen sie am Ende dieses Kapitels zu lachen.

### Kapitel 6: Bogash-Chgul'hai (Sumpfgeister)
Nach Verlassen der felsigen Gegend erreichen sie die Nördlichen Sümpfe. Als sie durch einen Nebel voneinander getrennt werden, überlisten die Ghule, bösartige Sumpfgeister, sie, indem sie die Gestalt des jeweils anderen Bruders annehmen. Es kommt erneut zum Kampf. Am Ende finden Balbok und Rammar wieder zusammen und können ungehindert ihres Weges ziehen.
Alannah, Hohepriesterin von Shakara, wird unterdessen von Langeweile gequält. Jeden Tag muss sie an einer Zeremonie teilnehmen um eine alte Weisung zu erhalten. Sie selbst findet ihr Los langsam eintönig und bisweilen sogar verabscheut sie es geradezu.

### Kapitel 7: Feusachg’Hai Ann Iodashu (Bärte in der Nacht)
Am sechsten Tag ihres Marsches durch die Sümpfe erreichen Rammar und Balbok den Nordwall, eine gigantische Bergkette, die die Sumpflande von der Weißen Wüste, einer riesigen Eislandschaft, trennt. Dort treffen sie auf eine Gruppe Zwerge und einen Menschen. Sie reden über einen geheimen Tunnel durch die Berge des Nordwalls, durch die sie regelmäßig Waren schmuggeln, um mit den Eisbarbaren, den Bewohnern der Weißen Wüste, Handel zu treiben. Rammar und Balbok lauschen ihrem Gespräch und verstecken sich auf den Ochsenkarren, die die Waren transportieren sollen.
Orthmar, des Orthwins Sohn, bringt sie auf diese Art und Weise unbehelligt auf die andere Seite der Bergkette, wo er seine gesamt Ware, samt den sich darin versteckt haltenden Orks, an die Eisbarbaren verkauft. Die Orkbrüder werden auf einen Eissegler, das primäre Fortbewegungsmittel der Eisbarbaren, geladen und durch das ewige Eis gefahren.

### Kapitel 8 und 9: Darr Aochg’Hai (Blinde Mitreisende) und Toumpol Ur’Shakara (Der Tempel [von] Shakara)
Die beiden Orkbrüder werden als blinde Passagiere enttarnt. In einem Gefecht gelingt es ihnen schließlich, den Eissegler zu übernehmen – wobei sie auch einen wütenden Berserker niedermetzeln müssen – und somit ein Fortbewegungsmittel zu finden, dass sie auf direktem Wege zum Tempel von Shakara bringen kann.
Die Fahrt durch Schnee und Eis dauert nur einen einzigen Tag. Am Tempel angekommen schaffen sie es, ein Seil mit Widerhaken durch ein Fenster zu werfen. Balbok kann sich daran hochziehen und dringt so in die Elfenfeste ein.
Alannah, unwissend, dass Unholde in die geweihte Festung eingedrungen sind, sehnt sich nach ihrer großen Liebe, Loreto, dem Fürsten von Tirgas Dun, einer südlichen Hafenstadt.

### Kapitel 10 und 11: Kiod Ur’Sul’Hai-Coul (Diebstahl eines Elfen/einer Elfin) und Buunn’s Ruchg (Bergschlucht)
Auch Rammar kann sich schließlich am Seil hinaufziehen und zu seinem Bruder stoßen. Sie treffen auf ein Schmalauge, wie sie die Elfen nennen, den sie kurzherhand gefangen nehmen und ausfragen. Er erklärt ihnen, dass die Karte, die sie suchen, nicht materiell existiert, sondern die Hohepriesterin, Alannah, die Karte in ihren Gedanken hat. Also machen Rammar und Balbok sich samt dem gefesselten und geknebelten Elfen, von dem sie sich den Weg erklären lassen, in den Kern des Tempels von Shakara auf. Dort sehen sie der Zeremonie zu. Als Balbok dem Gefangenen jedoch kurz den Knebel abnimmt, stößt er einen Wahnschrei aus, wobei der Ork ihn in die Halle der Zeremonie fallen lässt. Es kommt zu einer aussichtslos erscheinenden Schlacht zwischen den beiden Orks und dutzenden Elfen. Schließlich schaffen die beiden Orkbrüder es, die Elfenpriesterin zu entführen. Es gelingt ihnen, das große, von magischer Kraft verschlossene Portal Shakaras zu öffnen und so zu entkommen. Als sie mit der Elfin den Eistempel verlassen haben und per Eissegler fliehen wollen, setzen die Tempelwachen ihnen mit Eisbären nach. Rammar und Balbok schaffen es, die Verfolger zu töten und abzuschütteln, wobei ihnen Alannah, die die Chance sieht, dem Eistempel und ihrem langweiligen, eintönigen Leben zu entkommen, bereitwillig hilft. Sie verrät ihnen zudem, wo sie eine geeignete Stelle finden, den unbezwingbaren Nordwall zu überqueren. Derweil begehrt Alannah immer mehr gegen ihre Entführer – und dennoch auch Befreier – auf. An einer Brücke, die weder Rammar noch Balbok überqueren möchten, rennt sie ihnen plötzlich davon, woraufhin die Orks ihr nachsetzen. Unter ihrem Gewicht bricht die Brücke zusammen und alle fallen in den sich darunter befindenden, reißenden Fluss. Dort kann Rammar die Elfin und seinen Bruder vor der Strömung retten und später können sie sich an Land ziehen. Als sie ihr Nachtquartier beziehen wollen, bemerken sie, dass sie jemand beobachtet. Balbok setzt dem Unbekannten nach, findet ihn jedoch nicht. Er kehrt zum Lager zurück. Rammar wird misstrauisch und verlangt von den anderen, besonders wachsam zu sein.

## Handlung Buch II: Bourtas Ur’Tirgas Lan (Der Schatz von Tirgas Lan)

### Kapitel 1: Komanash Ur’Bourtas-Koum (Kopfgeldjäger)
Corwyn ist ein Westmensch, der zum Kopfgeldjäger wurde, weil seine Frau Marena von einem Ork ermordet wurde. Er späht die Orks und die Elfin aus und beschließt, die Unholde zu fangen und als Sklaven zu verkaufen, die Elfin jedoch zu befreien und sich ihrer Dankbarkeit zu versichern.
Als Corwyn eine falsche Fährte legt, tappen die Orks in eine Falle.
Als die beiden schließlich wieder zu sich kommen, finden sie sich in der Gewalt des Kopfgeldjägers wieder. Er erfährt von der Karte, die zu dem Schatz von Tirgas Lan, einer alten Elfenburg im gewaltigen Wald von Trowna, und beschließt, sich mit der Elfin dorthin zu begeben, um den legendären Schatz der Burg zu bergen. Er sagt, seine Frau Marena und er haben von der Karte und der Elfenpriesterin sowie dem Schatz erfahren und erst Marenas Neugier um diese Sachen hatte zu ihrem Tode geführt. Deshalb wolle er nicht, dass sie einer Lüge wegen gestorben war. Die Orks lässt er am Leben, um sie als Schatzträger mitzunehmen; so entgehen die Orks einem Schicksal als Sklaven in den Minen.
In Tirgas Dun erfährt nun auch Aylonwyr, der oberste des Stadtrates, von den Geschehnissen in Shakara. Er befehligt Alannahs Geliebten Loreto, der eigentlich schon in Begriff war, Erdwelt in Richtung der Fernen Gestade zu verlassen, damit, ihre Spur aufzunehmen und sie zu befreien. An seiner statt segelt Aylonwyr über das Meer.

### Kapitel 2 und 3: Feusachg'Hai Ann Abhaim (Bärte im/am/auf dem Fluss) und Koll Ur’Trowna (Der Wald von Trowna)
Die Orks, Corwyn und Alannah durchqueren die Ebene von Scaria, die sich zwischen dem Wald von Trowna und dem Nordgebirge erstreckt. Unterwegs treffen sie Orthmar wieder, der Corwyn und mit ihm eine offene Rechnung begleichen möchte (Corwyn raubte eines seiner Handelslager aus und entführte Orthmars Tochter). Im Gegenzug willigt er ein, Rammar und Balbok mit der Elfin weiterziehen zu lassen. Balbok aber deckt auf, dass er und sein Bruder sich auf Orthmars Kolonne in die Weiße Wüste eingeschleust haben, woraufhin der Zwerg auch sie ergreifen lässt, weil die Orks ihm sämtliche Handelsbeziehungen zu den Eisbarbaren zerstört haben. Die drei werden von den Zwergen gefangen genommen und sollen hingerichtet werden, doch Alannah kann sie befreien.
Sie dringen in den Wald von Trowna ein, besiegen dort einen Waldtroll und gelangen immer tiefer in den dichten Urwald.

### Kapitel 4 und 5: Bol Ur’Sul'Hai-Coul (Stadt der Elfen) und Korzoul Ur’Bas (Burg des Todes)
Loreto fährt mit einer Flotte den Fluss Glanduin bis zur Ebene von Scaria hinauf. Er fragt sich, ob dass beschützen Alannahs Geheimnis auch bedeuten würde, sie – also seine Geliebte – zu töten.
Die vier Gefährten erreichen die alte Stadt Tirgas Lan, die von einem Fluch bedeckt ist, der erst aufgehoben werden kann, indem jemand das große Tor öffnet. Wider allen Erwartungen ist es niemand anders als Balbok, der das schafft.
Loreto trifft inzwischen die Zwerge unter Orthmars Führung, die sich ihm am Ende einer Verhandlung anschließen.
Die Gefährten erreichen die Zitadelle in der Mitte der Stadt. Als Rammar, vom Glanz des Schatzes geblendet, nach der Elfenkrone greift, kommt es zu einem Rumoren. Kurz darauf erscheinen Gnomen und daraufhin auch die Orks aus ihrem bolboug unter der Führung Graishaks. Schließlich stößt auch Rurak zu ihnen.

### Kapitel 6, 7 und 8: Ur’Dhruurz Tull (Des Zauberers Rückkehr), Ann Kunnart Ur’Kro (In Todesgefahr) und Oinsochg! (Angriff!)
Rurak erklärt, dass er die Orks über die Standarte, die er ihnen mit auf Reisen gegeben hatte und die Balbok nie verloren hatte, ständig ihren Weg beobachtet hatte. Schließlich nehmen seine Schergen – Graishaks Orks – Alannah sowie Rammar und Balbok gefangen und lassen Corwyn alleine bei Rurak zurück.
Rurak sucht Rammar und Balbok im Kerker auf und erklärt ihnen, sie beide seien Elfen – oder besser gesagt: mit ihnen verwandt – und hätten deshalb die magischen Pforten von Shakara und Tirgas Lan zu öffnen vermocht.
Auch Corwy wurde mittlerweile gefangen genommen und in Ketten gelegt.
Loreto schließt unterdessen ein neues Bündnis mit Orthmar, dem Anführer des Zwergentrupps und marschiert gen Tirgas Lan.
Die Orks und Corwyn (der erkannt hat, das niemand anderes als Graishak seine Marena umgebracht hat) schmieden derweil Fluchtpläne.
Alannah wird zu Rurak gebracht, der ihr im Mondschein einen Dolch in die Brust rammen möchte, um die Rückkehr des dunklen Herrschers Margok zu ermöglichen. Er erfährt, dass eine Streitmacht auf dem Weg nach Tirgas Lan ist.
Die Elfen greifen die Stadt an und liefern sich eine Schlacht bei Nacht, schaffen es, bis zur Zitadelle vorzudringen. wo sie auf erbitterten Widerstand treffen. Schweren Herzens gibt Loreto den Befehl zum Rückzug der Elfen.

### Kapitel 9, 10 und 11: Ounchon-Airun (Gehirn-Eisen), Ur’Kurul Lashar'Hai (Kuruls Flammen) und Ur’Moror Tull (Die Rückkehr des Herrschers)
Rurak versinkt in tiefer Meditation und bekommt über eine dunkle Stimme Anweisungen. Er will nun die Klinge in Alannahs Brust versenken, doch er kommt nicht so weit, denn Rammar, Balbok und Corwyn, die sich befreien konnten, halten ihn davon ab. Sie können mit der Elfin entfliehen.
Corwyn knöpft sich Graishak vor, den er schließlich tötet. Er selbst, von Gnomengift geschwächt, wird erst durch Alannah wiederbelebt.
Dann kommt Rurak hinzu, der sich im nächsten Moment vor den Augen der vier Gefährten in den dunklen Herrscher Margok verwandelt. Er wird durch den Dragnadh, einer Drachenkreatur, die in den Tiefen Tirgas Lans lebt, getötet. Damit ist die Schlacht gewonnen.
Die Elfen unter Loretos Führung, die bereits Hals über Kopf die Stadt verlassen hatten, fassen neuen Mut und besiegen die letzten Schergen des Bösen.
In der Schatzkammer finden Balbok und Rammar Ruraks – vermeintlich – leblosen Körper. Als dieser sich wieder zu regen beginnt, stürzt der Dragnadh herab und verschlingt ihn.
Während des nachfolgenden Treffens zwischen den Gefährten und Loreto stellet sich heraus, dass Corwyn der rechtmäßige König von Tirgas Lan ist, denn die Krone Farawyns schwebt über Loretos Kopf davon und landet auf dem seinen. Somit wird Corwyn der neue König von Tirgas Lan.
In einer seiner ersten Amtshandlungen verbannt Corwyn Loreto wegen seines fragwürdigen, egoistischen Verhaltens der Stadt. Er überlässt Rammar und Balbok einen Teil des Schatzes.

### Epilog
Im Epilog wird berichtet, dass Rammar und Balbok, mit Schätzen beladen, auf dem Weg zu ihrem bolboug sind.